# Nació Ho-Chunk de Wisconsin
La Nació Ho-Chunk de Wisconsin, antigament coneguda com a Tribu Winnebago de Wisconsin, és una de les dues tribus reconegudes federalment de las que una vegada van ser una sola tribu anteriorment coneguda com a Winnebago. L'altra tribu reconeguda pel govern federal és la Tribu Winnebago de Nebraska. La tribu es va separar quan els seus membres van ser traslladades per la força a la primera reserva a Minnesota, i més tard a la reserva actual a Nebraska. El nom
Ho-Chunk prové de la paraula Hochungra, que vol dir "Poble de la Gran Veu" o "Poble de la Llengua Sagrada."

## Reserva
La Nació Ho-Chunk de Wisconsin, mentre que no té reserva oficial té parcel·les de terra en fideïcomís com a "Terra Índia en Fideïcomís" designada pel govern federal, secretari d'interior i la BIA que s'estenen als comtats de Dane, Jackson, Juneau, Monroe, Sauk, Shawano, i Wood a Wisconsin. En 1990 la terra designada en fideïcomís tenia una superfície de 4.200 acres.

## Govern
La Nació Ho-Chunk de Wisconsin té la seu a Black River Falls, Wisconsin. La tribu és governada per un consell general elegit democràticament. L'actual president és Jon Greendeer

## Llengua
La Nació Ho-Chunk parla anglès i el Hocąk, que parla una varietat chiwere-winnebago, part de la família de les llengües siouan.

## Desenvolupament econòmic

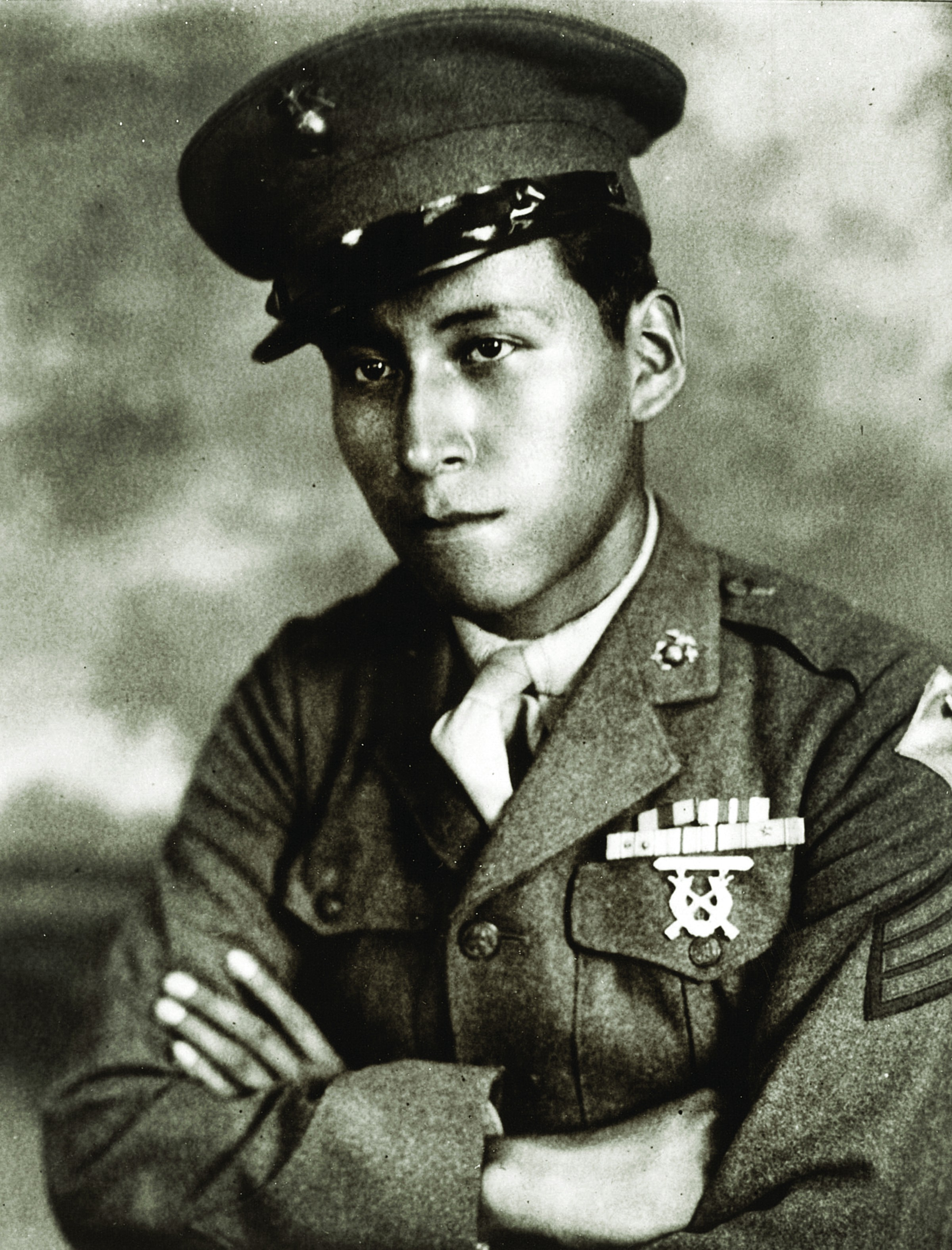
Mitchell Red Cloud Jr., membre tribal i Marine condecorat i mort en combat a Corea

La Nació Ho-Chunk posseeix i opera nombrosos casinos, Ho-Chunk Gaming, a Black River Falls, Baraboo, Madison, Nekoosa, Tomah, i Wittenberg (Wisconsin). La tribu també és propietària de nombrosos restaurants i hotels connectats als casinos.

## Història
El poble Ho-Chunk va ser traslladat per la força diverses vegades pel govern federal dels Estats Units en el segle xix. En la dècada de 1870, una majoria de la tribu va tornar a la seva terra natal a Wisconsin. Sota la Llei Homestead, alguns membres tribals obtingueren el títol de propietat de parcel·les de terra de 40 acres.

## Notables membres tribals
- Truman Lowe (n. 1944), artista i professor
- Mitchell Red Cloud Jr. (1924–1950), veterà de la Guerra de Corea.
- Bronson Koenig Arxivat 2015-09-25 a Wayback Machine. (n.1994), jugador de bàsquet Universitat de Wisconsin